# Santiago City
Santiago City es una telenovela chilena de comedia romántica escrita por Jorge Abelleira y producida por AD Producciones. Se estrenó por Megavisión el 23 de julio de 1997, y concluyó el 14 de agosto de 1997, con 17 episodios exhibidos debido a su cancelación. 
Protagonizada por Ana María Gazmuri, Juan Falcón y Sonia Mena. Con Sonia Viveros y Pablo Krögh en roles antagónicos. 
La baja audiencia de la telenovela llevó a que Megavisión la retirara de sus pantallas a poco menos de un mes de su estreno. Se reestrenó por Mega Go en octubre de 2022 con los 68 capítulos de la teleserie y reestrenando los 50 capítulos nunca emitidos 25 años después de su cancelación.[cita requerida]

## Argumento
La ciudad de Santiago se presenta imponente para dos jóvenes provenientes de diferentes ciudades del país. Gloria Vergara (Ana María Gazmuri), de personalidad muy fuerte y que sabe que la ciudad no será un obstáculo, y Andrés (Juan Falcón), un estudiante de pedagogía. Ambos se conocen mientras esperan ser atendidos en una agencia de empleos.
Gloria, quien creía que obtendría un puesto como relacionadora pública, logra conseguir un trabajo como empleada doméstica en la casa de una solitaria millonaria, Victoria Valderrama (Sonia Mena). Su nueva patrona es de modales severos y autoritarios, no tiene hijos, sólo un sobrino (Pablo Krögh) casado con una ambiciosa mujer mayor, Beatriz Aldana (Sonia Viveros). 
La casona es la única que sobrevive en una calle repleta de nuevos edificios. En el de al lado, el otro chico provinciano (Juan Falcón) encuentra trabajo como ayudante de Ringo (Daniel Alcaíno), un divertido conserje. Entre los residentes están los hermanos Adrián (Andrés Gómez), Gala (Carmen Burgos) y Paulo (Nicolás Zárate), quienes tratan de escapar de la férrea disciplina que les impone su padre, el médico Daniel (Luis Wigdorsky). También está la estupenda Nancy (Paola Camaggi), una estudiante que tiene enamorado a todos los vecinos, pero pese a ello, le cuesta encontrar el amor y vive con sus abuelos: Matilde (María Cánepa) y Rigoberto (César Arredondo). Otra vecina es Natalia Betancourt (Irene Llano), una bella chica que luce sus atributos causando la ira de Pepe (Tennyson Ferrada), su padre y la admiración de sus vecinos. Y los recién llegados Luis Manuel (Alberto Zeiss) y Víctor (Christian González), los jóvenes emprendedores que han instalado una oficina de servicios telefónicos que atiende todo tipo de consulta.

## Reparto

### Principales
- Ana María Gazmuri como Gloria Vergara
- Juan Falcón como Andrés Madariaga
- Sonia Mena como Victoria Herrera
- Sonia Viveros como Beatriz Matte
- Jaime Azócar como Gabriel Quintero
- Ximena Vidal como Ester
- Pablo Krögh como Miguel Riesco
- María Cánepa como Matilde
- Mario Lorca como Demetrio
- Amelia Requena como Rosario Betancourt
- Tennyson Ferrada como José
- Fernando Gallardo como Raúl Arévalo
- Pía Salas como Geraldine Soto
- Irene Llano como Natalia Ramírez
- Paola Camaggi como Nancy
- Francisca Navarro como Ivette Osorio
- Mariela Acevedo como Olivia Zaldívar / Javiera
- Carmen Burgos como Gala Ventura
- Christian González como Víctor
- Alberto Zeiss como Rodrigo
- Daniel Alcaíno como Ringo
- Fernando Farías como Gonzalo
- Gabriel Prieto como Dionisio
- Soledad Alonso como Carmen
- César Arredondo como Rigoberto Leyton
- Andrés Gómez como Adrián Ventura
- Luis Wigdorsky como Daniel Ventura
- Gonzalo Palta como Arturo Riquelme
- Kerry Keller como Hortensia
- Carola Serrano como Gabriela
- Carmen Luz Figueroa como Olga
- Angela Escámez como Rebeca
- Carola Jerez como Dolores Gómez
- Josefina Velasco como Lucy
- Yoya Martínez como Tina
- Eduardo Fuentes como Francisco Fuentes
- Eduardo Baldani como Javier Zaldívar / Alfredo Vargas
- Sergio Madrid como Osvaldo Osorio
- Nicolás Zárate como Paulo Ventura
- Andrés Iturralde como Felipe Osorio

### Recurrentes e invitados
- Renato Munster como Mauricio Rojas
- Luis Wigdorsky Jr. como Samuel

## Recepción
En una época en que la tendencia de las teleseries chilenas era el folclorismo y costumbrismo, con muchos exteriores e historias ambientadas en pequeñas localidades de regiones, el proyecto de hacer una teleserie ambientada en Santiago le pareció descabellado a muchos. Santiago City fue muy criticada por mostrar una ciudad "en la que nadie quiere vivir", como consignó un comentarista de televisión de la época.[cita requerida]
Los 5 puntos de índice de audiencia que obtuvo —frente a los más de 30 de Playa Salvaje de Canal 13 y los 20 de Tic Tac en TVN— hicieron que fuera abruptamente sacada de pantalla con apenas tres semanas de emisión. Mega anunció que las grabaciones continuarían y que se transmitiría de manera íntegra en otro horario, pero esta promesa jamás se cumplió.
Hasta 2014 era considerada la teleserie menos vista en la historia de la televisión chilena, cuando fue destronada por Caleta del sol que obtuvo 3,9 puntos. Tras 20 años de su fugaz transmisión, en octubre de 2017, el programa Mucho gusto emitió la escena final de la telenovela en el contexto de un nuevo aniversario del canal.

## Retransmisión
El 14 de octubre de 2022, Mega Media sorpresivamente lanza la novela completa con 68 capítulos de aproximadamente 45 minutos a su plataforma de pago, Mega Go, después de 25 años del lanzamiento original, teniendo íntegramente los capítulos completos. [cita requerida]

## Banda sonora
- Jaime Ciero - Santiago City (Tema Central)
- Chayanne - Volver a nacer (Tema de Andrés y Gloria)
- Franco de Vita - Louis (Tema de Andrés)
- Ariztía - A veces me parece (Tema de Olivia)
- Chayanne - Baila Baila (Incidental)
- Gipsy Kings - Sin ella (Incidental)
- Pablo Herrera - Magia (Tema de Nancy)
- Emmanuel - Con olor a hierba (Tema de Beatriz)
- Luis Jara - Sin Palabras (Tema de Beatriz y Gabriel)
- Fey - Mi media naranja (Incidental)
- No Mercy - Bonita (Incidental)
- Javier García - Tranquila (Tema de Ringo)
- Tiro de Gracia - América (Tema de Javier y Natalia)
- Keko Yunge - Si tu no estás (Incidental)
- Irene Llanos - Sola (Tema de Natalia)
- 'N Sync - I Want You Back (Incidental)
- Mercurio - Chicas Chic (Tema de Dolores)
- Pedro Suárez-Vértiz - Me estoy enamorando (Incidental)
- La Rue Morgue - Sigues dando vueltas (Tema de Adrián y Olivia)
- No Doubt Sunday Morning (Incidental)
- República - Holly (Incidental)
- Ilegales - El taqui taqui (Incidental)
- Cristian Castro - Azul gris  (incidental )
- Soda Stereo - Persiana americana  ( Mauro Rojas )